# Bea
A Bea női név a Beáta és a Beatrix rövidülése.

## Rokon nevek
Beáta, Beatrix, Trixi

## Gyakorisága
Az újszülötteknek adott nevek körében az 1990-es években igen ritkán fordult elő. A 2000-es és a 2010-es években sem szerepelt a 100 leggyakrabban adott női név között.
A teljes népességre vonatkozóan a Bea sem a 2000-es, sem a 2010-es években nem szerepelt a 100 leggyakrabban viselt női név között.

## Névnapok
július 29., szeptember 6.

## Híres Beák
- Fésűs Bea (1979–) színész
- Hargitai Bea playmate, modell
- Lass Bea színésznő, énekesnő
- Mátrai Bea röplabdázó
- Muszty Bea(wd) (1950–) gitáros, zeneszerző, író, előadóművész
- Palásthy Bea (1963–) színésznő
- Schmidt Bea modell, fotómodell, manöken
- Simóka Bea (1975–) öttusázó, szakállamtitkár
- Szilágyi Bea (1908–1987) színésznő, egyetemi tanár
- Tisza Bea (1962–) bábművész, színművész
- Tisza Bea (1973–) dzsesszénekesnő
- Vadász Bea szinkronszínész
- Vidacs Bea(wd) (1955–) etnológus, kulturális antropológus
- Winkler Bea(wd) könyvtáros, kutató